# Naïma (Maroc)
Pour les articles homonymes, voir Naima (homonymie).
Naima (en arabe :النعيمة) est une ville du Maroc. Elle est située au nord-est du pays, dans la région de l'Oriental.
à 34 km d'Oujda et à 30 km d'El Aioun Sidi Mellouk elle est reliée à ces deux villes par la N6 ainsi que par la voie ferroviaire.

## Sources
- (en) Naima sur le site de Falling Rain Genomics, Inc.